# Osvaldo Miranda Murta
Osvaldo Miranda Murta (Joaíma, 9 de fevereiro de 1925) é um fazendeiro e político brasileiro que foi deputado federal por Minas Gerais.

## Dados biográficos
Filho de Bernardino Murta e de Julieta Miranda Murta. Por ser fazendeiro estabeleceu-se em Governador Valadares e fez cursos técnicos na Escola de Laticínios Cândido Tostes, em Juiz de Fora, e na Escola de Treinamento Agrícola de Coronel Pacheco. Viajou à Austrália, Estados Unidos e Nova Zelândia para aprimorar conhecimentos relativos á pecuária de corte.
Primo de Celso Murta e outrora militante do PSD, disputou um mandato de deputado federal pela ARENA em 1978 alcançando a suplência. Encerrado o bipartidarismo permaneceu no PP até que a legenda foi incorporada ao PMDB elegendo-se suplente de deputado federal em 1982, mas graças à decisão do governador Tancredo Neves em nomear parlamentares para compor a sua equipe, pôde exercer o mandato desde o princípio da legislatura. Durante sua permanência em Brasília votou a favor da Emenda Dante de Oliveira em 1984 e em Tancredo no Colégio Eleitoral em 1985, visto que nessas oportunidades dois titulares preferiram não se afastar das secretarias que ocupavam no governo de Minas Gerais, o que permitiu o voto de outro suplente, José Maria Magalhães.
Efetivado após a decisão de Aníbal Teixeira em renunciar ao mandato em 1985 para assumir a Secretaria Especial de Ação Comunitária da Presidência da República no governo José Sarney, não concorreu à reeleição e foi derrotado ao buscar um novo mandato na Câmara dos Deputados tanto em 1990 quanto em 1998 quando estava filiado ao PSB.